# 199 г. пр.н.е.
199 (сто деветдесет и девета) година преди новата ера (пр.н.е.) е година от доюлианския (Помпилийски) римски календар.

## Събития

### В Римската република
- Консули са Луций Корнелий Лентул и Публий Вилий Тапул.
- Цензори са Сципион Африкански и Публий Елий Пет.
- Консулът Вилий получава командването срещу Македония, а Лентул остава в Италия.

### В Гърция
- Публий Сулпиций Галба Максим нахлува в Западна Македония, разграбва голяма част от Линкестида и побеждава част от армията на Филип V без да продължи натиска към вътрешността на царството.[1]
- Римският флот осигурява защита на Атина и извършва набези срещу македонските краибрежни владения.[1]
- През есента Галба предава командването на Вилий.[1]

## Починали
- Сервий Сулпиций Галба (понтифекс), римски политик